# Zalesie (rejon kowelski)
Zalesie (ukr. Залісся) – wieś na Ukrainie w rejonie kowelskim, w obwodzie wołyńskim. W II Rzeczypospolitej miejscowość wchodziła w skład gminy wiejskiej Pulemiec w powiecie lubomelskim województwa wołyńskiego.
Do 2020 w rejonie szackim.

## Galeria

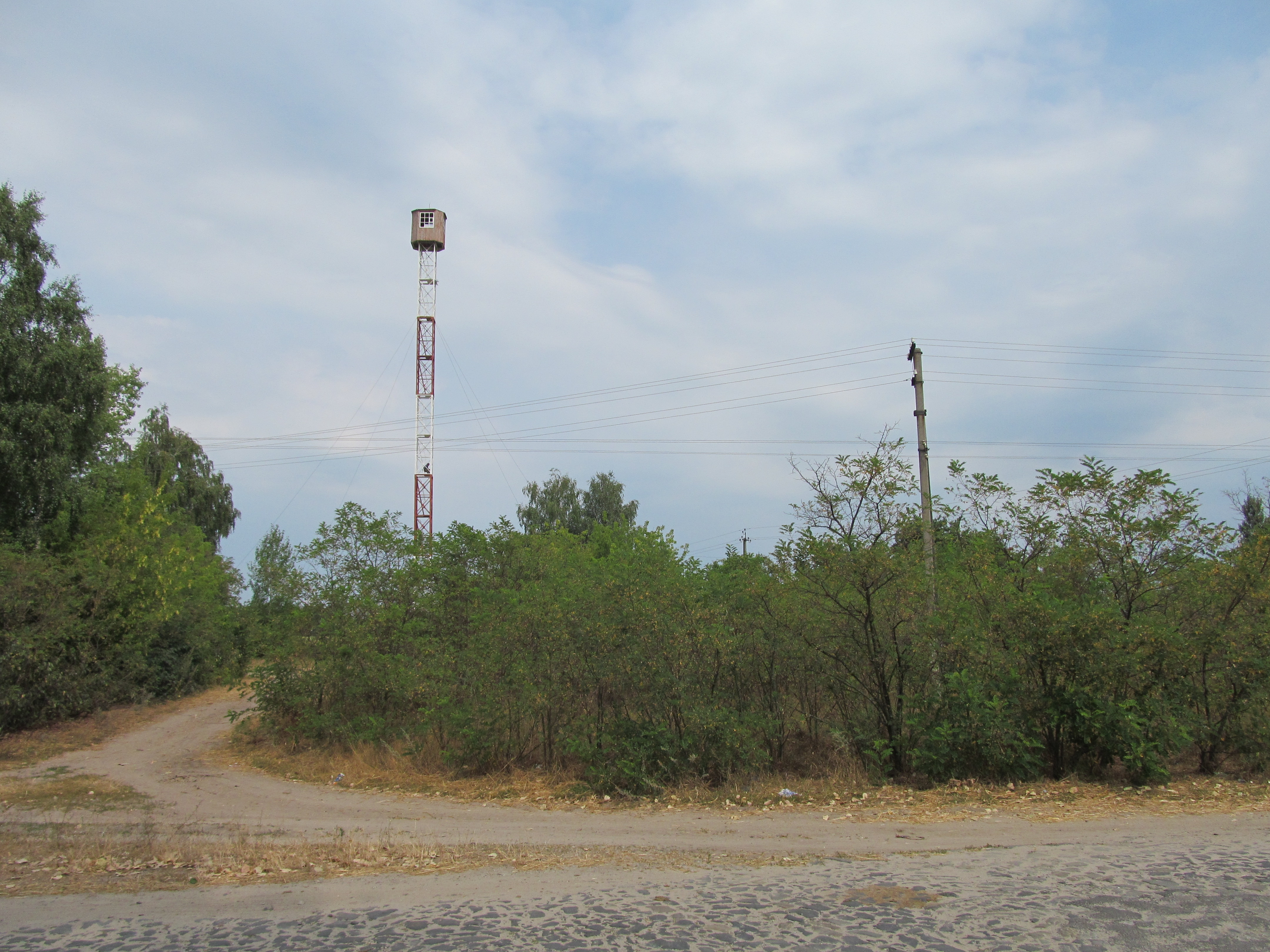
Wieża obserwacyjna w centrum wsi
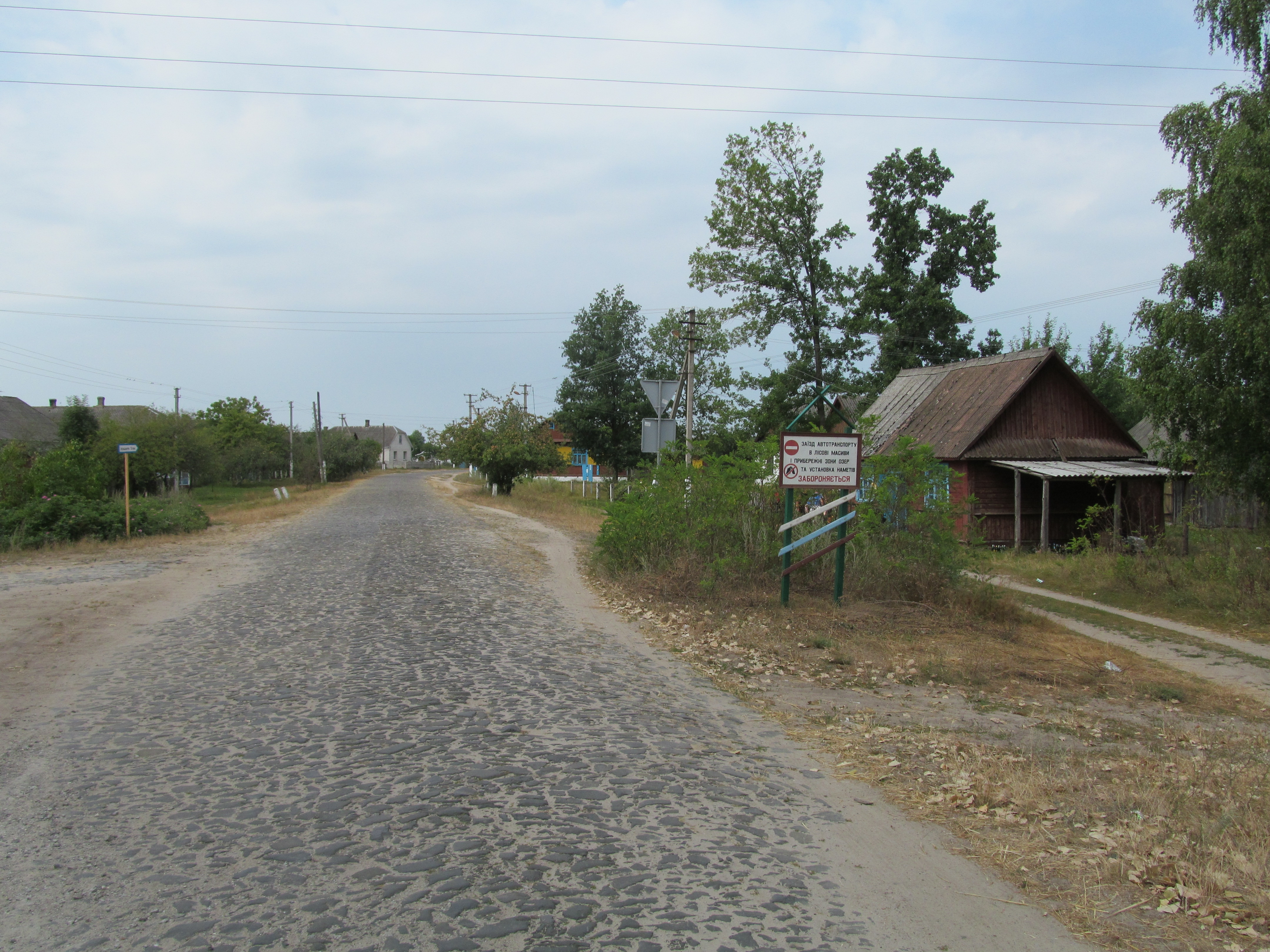
Centrum wsi, po prawej sklep
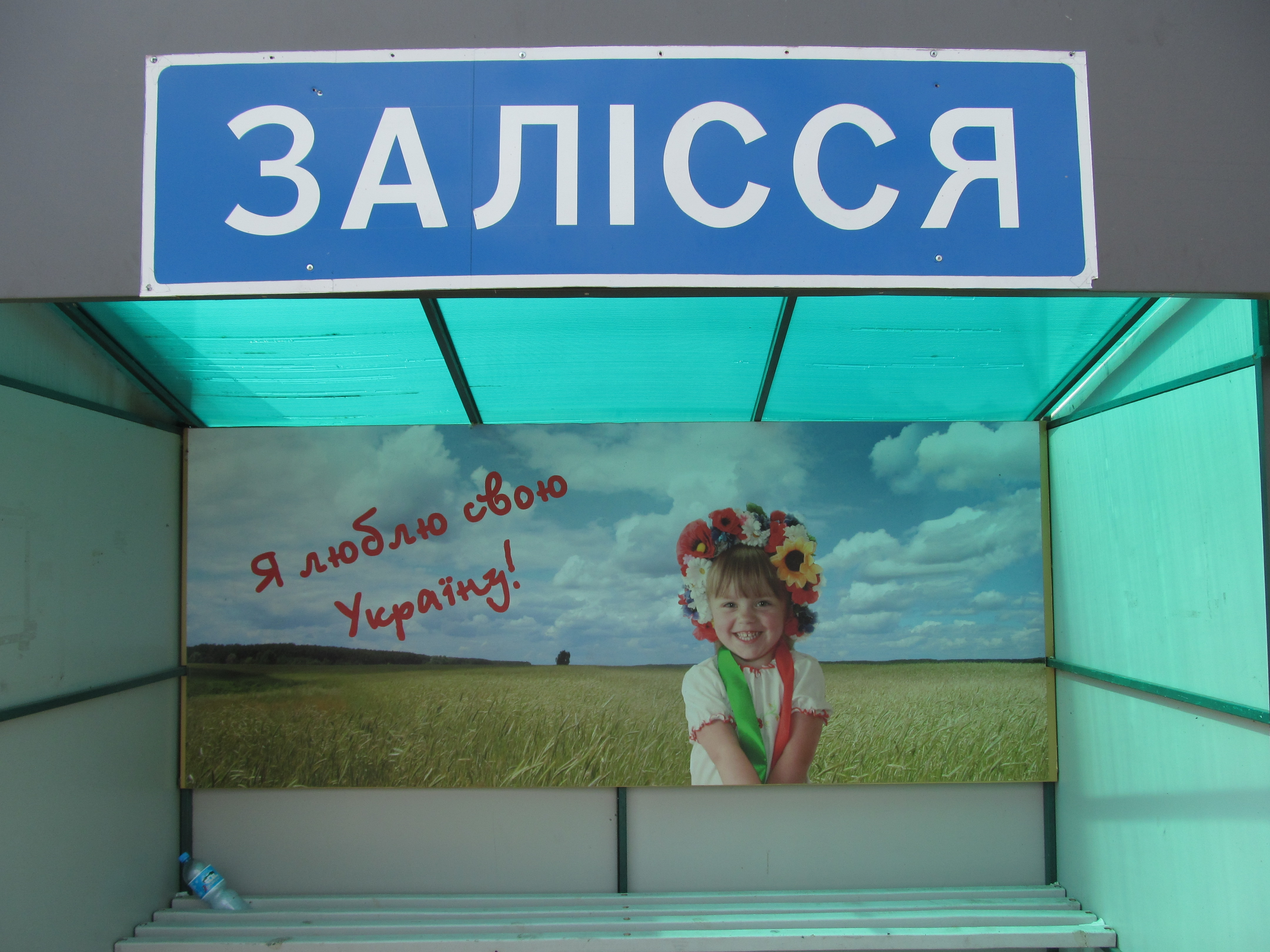
Przystanek autobusowy
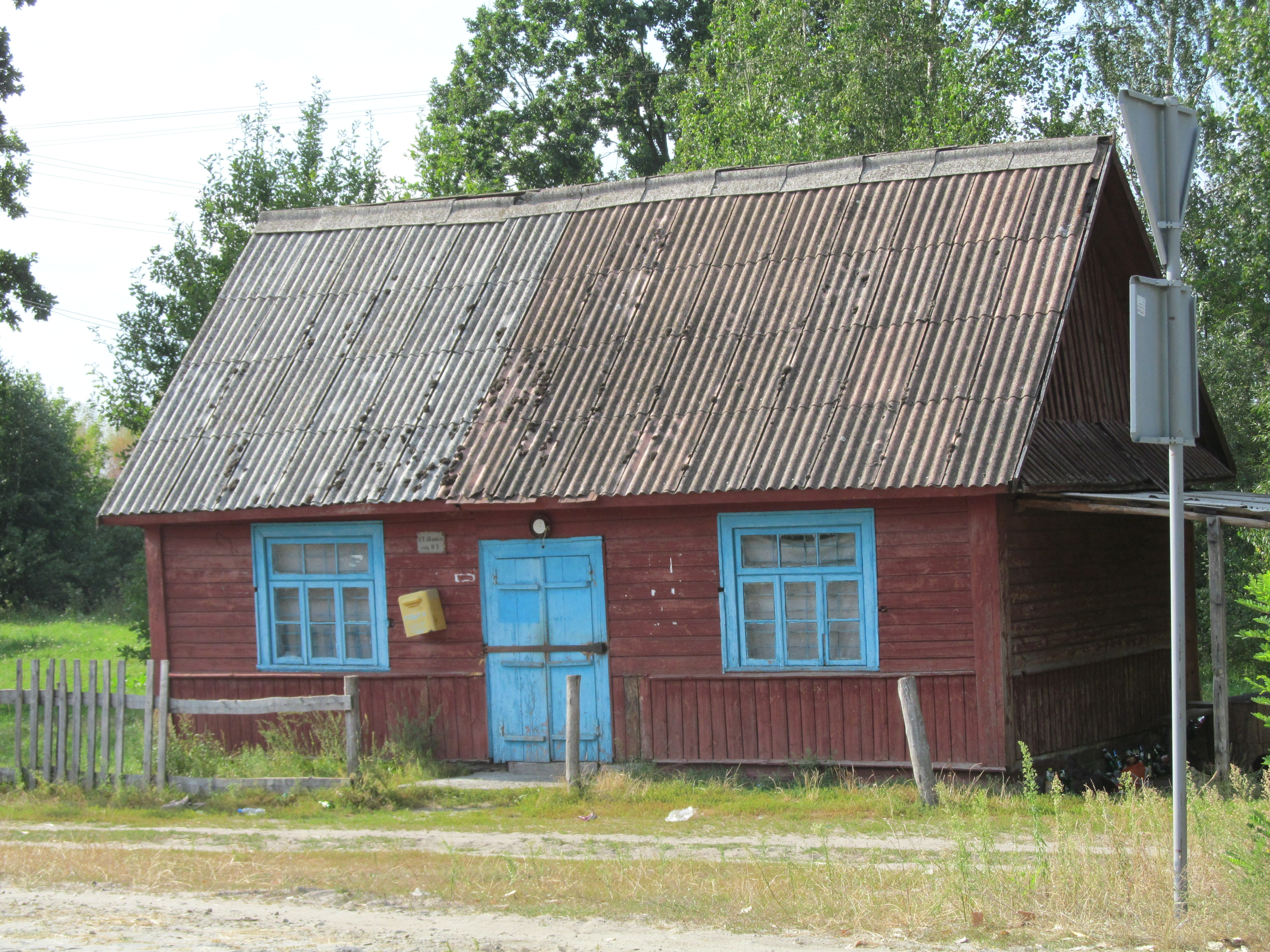
Sklep spożywczy
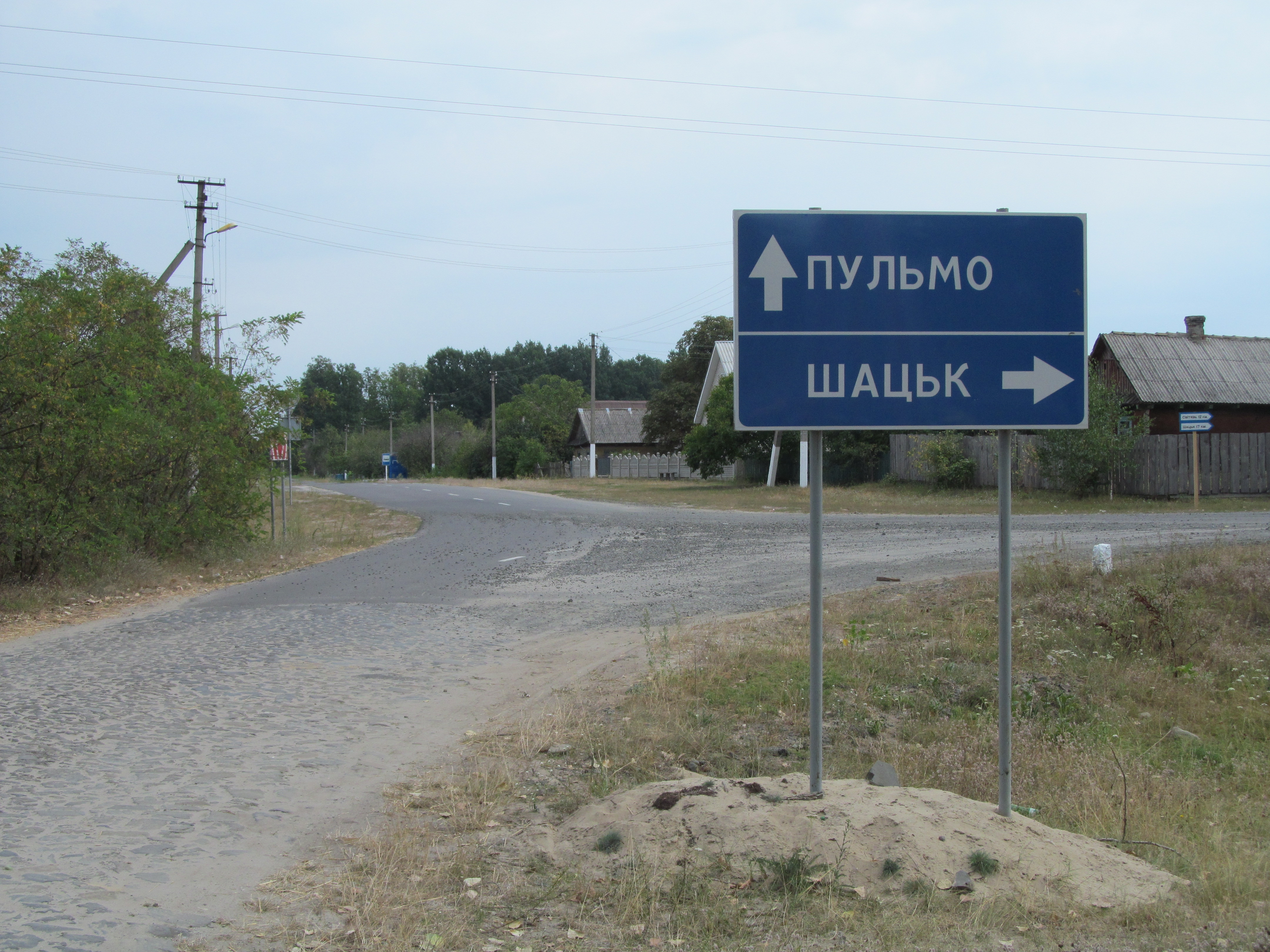
Skrzyżowanie w centrum wsi